# Anthony Montgomery
Anthony T. Montgomery (Indianápolis, Indiana, 2 de junio de 1971) es un actor estadounidense conocido por su papel de Travis Mayweather en la serie de televisión Star Trek: Enterprise.
Montgomery es nieto del músico de jazz Wes Montgomery. 
Después de estudiar actuación y drama en Ball State University de Indiana, se mudó a California, donde durante un período realizó presentaciones como comediante. Su primer rol estelar en cine fue en la película de terror de bajo presupuesto Leprechaun: In the Hood.
Tuvo participaciones recurrentes en la serie Popular antes de ser seleccionado en el reparto de Enterprise en 2001. En 2004 volvió a presentarse como comediante en escena tanto en Los Ángeles como en Indiana.